# ERC Sagaie
ERC 90 — французская боевая разведывательная машина.

## История
БКМ ERC была разработана компанией «Société de Construction Panhard et Levassor» в инициативном порядке в 1975 году специально для экспорта. Серийное производство началось в 1979 году. По деталям ходовой части машина в значительной степени унифицирована с БТР «Панар» VCR. Существует несколько модификаций машины. Во французскую армию поставки ERC 90 F4 «Сагэ» начались в 1982 году.

## Конструкция
Отделение управления размещено в носовой части корпуса. Место водителя слегка смещено к левому борту. Башни с различным вооружением устанавливаются посередине. Характерной особенностью машин семейства является двойное днище корпуса V-образной формы, улучшающее их противоминную стойкость. На всех машинах серии ERC используются военный вариант коммерческого V-образного 6-цилиндрового карбюраторного двигателя «Пежо», и коробка передач фирмы «Панар», обеспечивающая шесть передач переднего и 1 заднего хода. Управляемыми являются только передние колеса. Средняя пара колес при движении по дорогам поднимается, для этого используется гидропневматическая подвеска. Пулестойкие шины низкого давления дают возможность машине преодолеть 100 км со скоростью около 30 км/ч в случае, когда они пробиты пулями.
ERC 90 F4 «Сагэ» была первой серийной машиной этого семейства. На ней использовалась башня TS 90 фирмы GIAT. В ней размещено 12 кумулятивных и 8 осколочно-фугасных выстрелов к 90-мм пушке, из которой может также вестись огонь бронебойными оперенными подкалиберными и дымовыми снарядами. С пушкой спарен (установлен слева от неё) 7,62-мм пулемет. У командира имеется 7 перископических приборов, у наводчика — 5. Основной телескопический прицел наводчика М563 имеет увеличение х5,9. Новая маска пушки обеспечивает возможность увеличить угол возвышения до +35 градусов.
В зависимости от требований заказчика может использоваться СУО различного состава — от упрощенной до интегрированной. Кроме того, машина может выполняться способной преодолевать водные преграды вплавь с использованием для движения в воде водометного или основного колесного движителя, оснащаться системой защиты от ОМП, кондиционером/обогревателем, навигационной аппаратурой, дополнительным боекомплектом из 10 снарядов и 1000 патронов к пулемету.

## Модификации
- ERC 90 F4 Sagaie ТТВ 190 — оснащён башней SAMM TTB 190 с 90-мм пушкой.
- ERC 90 F4 Sagaie 2 — несколько больше, оснащен двумя двигателями и улучшенной башней.
- ERC 90 F4 Sagaie — оснащён башней GIAT TS 90 с 90-мм пушкой F4.
- ERC 90 F1 Lynx — оснащён башней Hispano-Suiza Lynx с 90-мм пушкой, как и машина Panhard AML.
- ERC 60-20 — установлен 60-мм миномет и 20-мм пушка в башне Hispano-Suiza 60-20 Serval.
- EMC 81 — установлен 81-мм миномёт в башне Hispano-Suiza EMC.
- ERC 20 — ЗСУ, в башне установлена спаренная 20-мм автоматическая пушка.
- VCR —  БТР на основе ERC.

## Операторы
- Аргентина — 12 единиц ERC-90F Sagaie в морской пехоте, по состоянию на 2015 год[1]
- Габон — 6 единиц ERC-90F4 Sagaie и 4 единицы ERС-20 с башней ТАВ-220 со спаренной 20-мм пушкой, по состоянию на 2015 год[2]
- Кот-д’Ивуар — 6 единиц ERC-90F4 Sagaie, по состоянию на 2015 год[3]
- Мексика — 120 единиц ERC-90F1 Lynx и 4 учебные, по состоянию на 2015 год[4]
- Франция:
  - Сухопутные войска Франции — 40 единиц ERC-90D Sagaie, по состоянию на 2024 год[5]
  - Силы специального назначения и морской пехоты ВМС Франции — некоторое количество ERC-90F1 Lynx, по состоянию на 2015 год[6]
- Чад — 4 единицы ERC-90F Sagaie, по состоянию на 2015 год[7]